# Old Mystic
Old Mystic é uma Região censo-designada localizada no estado americano de Connecticut, no Condado de New London.

## Demografia
Segundo o censo americano de 2000, a sua população era de 3205 habitantes.

## Geografia
De acordo com o United States Census Bureau tem uma área de
11,4 km², dos quais 11,1 km² cobertos por terra e 0,3 km² cobertos por água. Old Mystic localiza-se a aproximadamente 19 m acima do nível do mar.

## Localidades na vizinhança
O diagrama seguinte representa as localidades num raio de 12 km ao redor de Old Mystic.